# 嘉数の戦い
嘉数の戦い（かかずのたたかい）とは、太平洋戦争末期の沖縄戦において、嘉数高台をめぐって1945年4月8日（7日）からの16日間に行われた戦いである。この戦いは沖縄戦最大級の戦闘の1つとしても知られるほどの激戦であった（前田の戦い他を含むことがある）。日本軍は低地に「反斜面陣地」を構築して米軍に劣る火力をカバーし、頑強に抵抗したため、嘉数は米軍からは「死の罠」「忌々しい丘」などと呼ばれた。

## 地理
嘉数高台は、沖縄本島の中心部から南に下った現在の宜野湾市に位置する。戦時中は第七〇高地、第九二高地と命名されていて、第七〇高地を西嘉数高地、第九二高地を東嘉数高地と呼称していた。

## 背景
日本軍主力は沖縄本島南部地域に陣地を置き、主力部隊も南部地域に配置されていた。しかし、高所が南部地域の北側に多かったため、主防御陣地は沖縄本島中心から南部地域の間に築かれている。これが結果的に米軍の南部地域進行を阻む要因ともなった。南部は北部に比べて平坦な地形が多く、また陣地を構築できる高地は貴重であったため、南部のほとんどの高地には日本軍の陣地が築かれていた。そのため、ほとんどの激戦地域は南部地域の高台、高地周辺に集中しており、西原の戦いや前田の戦い、幸地の戦いといった他の激戦地も同様の地形が見られる。
日本軍の部隊配置は、「南部の海岸線は崖が多いのでアメリカ軍は北部から地上進攻してくるだろう」との予想に基づくものと思われる。

## 戦闘開始
戦闘は4月8日（7日）から16日間にわたって展開され、その間の両軍の戦死傷者は合わせて約10万にのぼった(諸説あり)。アメリカ軍は4月9日には嘉数を占領することを目標としていたため、損害を省みず続々と部隊を投入した。このことが激戦になった一因と思われる。また、嘉数戦では日本軍最後の対戦車戦闘での勝利が記録されている。
この項では、嘉数戦の開始を一般的に言われている4月8日からとし、日付は主な行動が展開された日によるものとする。また読みにくくなるのを避けるため、戦闘経過を序盤、中盤、終盤に分けて記述した。

### 嘉数においての勢力
- 日本軍
  - 主な師団:第62師団独立混成旅団(師団長藤岡武雄中将)
  - 第62師団所属の旅団(連隊):歩兵第63旅団(旅団長中島徳太郎少将)、歩兵第64旅団(旅団長有川主一少将)等。62師団の歩兵大隊は約1233名であった。
    - 歩兵第63旅団:所属部隊(中島徳太郎少将)
      - 独立歩兵第11大隊(三浦日出四郎大佐)
      - 独立歩兵第12大隊(賀谷與吉中佐)注:嘉数戦までに行われた遅滞作戦により戦力半減。
      - 独立歩兵第13大隊(原宗辰大佐)
      - 独立歩兵第14大隊(内山幸雄大尉)注:大隊長に大尉が当てられることは珍しい。

    - 歩兵第64旅団:所属部隊(有川主一少将)
      - 独立歩兵第15大隊(飯塚豊三郎大佐)注:嘉数戦に参加?
      - 独立歩兵第21大隊(西林鴻介大佐)注:嘉数戦に参加?
      - 独立歩兵第22大隊(磯崎幾中佐)注:嘉数戦に参加?
      - 独立歩兵第23大隊(山本重一少佐)

    - その他
      - 第62師団輜重隊

  - 32軍直轄部隊
    - 野戦高射砲第81大隊
    - 独立臼砲第1連隊(入部兼廣中佐)
    - 独立速射砲第22大隊(高橋巖大尉)
    - 独立機関銃第4大隊(陶山勝章少佐)

  - その他
    - 歩兵第22連隊(吉田勝大佐)
    - 歩兵第32連隊(北郷格郎大佐)
    - 独立第2大隊
    - 独立歩兵第272大隊(下田直美大尉)
    - 独立歩兵第273大隊(楠瀕一珍大尉)ほか。

通常、大隊の指揮官は中佐か少佐である。上のように第62師団の所属大隊長には少なからず大尉が当てられており、指揮官不足が顕著だったことがうかがえる。歩兵大隊以外の大隊長に大尉が当てられることは異例であった。
- アメリカ軍
  - 第24軍団。
    - 第96師団。第7師団。歩兵383連隊(指揮官メイ大佐)、第381歩兵連隊ほか。
    - 第24軍団外:第27師団。第105歩兵連隊、第106歩兵連隊、第102工兵大隊ほか。

## 序盤戦
嘉数戦は4月8日（7日）から始まったとされることが多いが、それに先立つ5日には、嘉数戦の序章ともいえる戦いが、北隣の85高地にてアメリカ軍歩兵383連隊（指揮官メイ大佐）と日本軍独立歩兵第13大隊（指揮官原宗辰大佐）の間に始まっている。この戦いが皮切りとなり、ついに嘉数で日米両軍の主力が衝突することとなる。

### 4月8日
4月7日の85高地の戦いにおいて大きな被害を受けた日本軍の独立歩兵第13大隊が後退し、嘉数の主力と合流する。この日は朝早くから日本軍の南部最前線の全ての陣地（宇地泊-嘉数-我如古-南上原-和宇慶線）がアメリカ軍の攻撃を受け、激戦を繰り広げている。この日、アメリカ軍歩兵383連隊の指揮官メイ大佐は、指揮下の部隊に「9日までには嘉数を占領せよ」と命令を下した。

### 4月9日
アメリカ軍は前日の命令によって行動を開始した。アメリカ軍歩兵383連隊第1大隊（キング大佐）、第3大隊（スティア中佐）は午前6時、嘉数陣地北側に奇襲攻撃をかけ、この間に嘉数の主陣地深部まで他の主力が前進、日本軍との間で熾烈な白兵戦を展開し始める。アメリカ軍側は中隊を横一列に並べて前進するが、これに気が付いた日本軍は機関銃での反撃を開始した。白兵戦は、一説によると2時間余りにも及んだという。日本軍は始めは混乱したが、随時体勢を立て直すと迫撃砲隊、機関銃隊及び擲弾筒の支援の下、アメリカ軍を徐々に駆逐して陣地を保持した。アメリカ軍の撤退は10時頃のことだといわれる。この戦闘でアメリカ軍を完全に撃退したものの、日本軍独立歩兵第13大隊は士官以下ほとんどが戦死し（士官は20数名戦死とも）、戦力が低下。これに対し、歩兵第63旅団長は独歩272大隊を増派した。
アメリカ軍は日本軍の白兵戦、支援射撃の下に極度の混乱に陥り、何ら戦果を挙げることなく損害を受けて後退した。なお、中隊を横に並べた上での前進は結果的には戦力分散の原因ともなったが、損害をある程度抑えることにも成功している。

### 4月10日
アメリカ軍は、前日に引き続き攻撃に出た（このときは熾烈な援護射撃があったとされる）。日本軍の北陣地は緻密な砲火によりこれを撃退するが、兵力の手薄な北西部の七〇高地の陣地では米軍が日本軍に肉薄し、前日のような熾烈な白兵戦が再び展開される。この戦いにおいて、北西陣地の一部が米軍に奪取（9時半ごろ）され、これを奪い返そうと嘉数陣地北部から進撃した日本軍部隊は、北西陣地の残存部隊とともにアメリカ軍に反撃を行った。しかし、日本軍の北部部隊は、西部から進撃してきたアメリカ軍の増派部隊を撃退するのが精一杯で、陣地奪回に失敗した。ただし第七〇高地の南側と東側の陣地は健在で、それ以上のアメリカ軍の進出を阻止している。この日の戦いにおいて第383連隊、第381連隊の前進を防いだことが、防衛上大きな効果をあげたといわれている。

### 4月12日
猛烈な支援砲撃、支援航空攻撃のもと、アメリカ軍第96師団の最後の攻撃が行われる（最後と言っても、後退して補充再編成するため）。日本軍も出来る限りの火砲を投入し、第96師団は今まで経験したことの無い猛射を受けた。雨あられのようだったと表現されている。両軍とも序盤戦において戦力を使い果たしており、互いに敵に打撃を与える最後の機会と考えたことから、このような猛射が行われたと思われる。しかし補給のない日本軍側は砲弾の使い過ぎが後に響いた。
これから戦いは序盤戦から中盤戦へと移ってゆく。
高台を有効に利用した陣地に籠もった日本軍3個大隊は、アメリカ軍3個連隊の攻撃をことごとく撃退し、陣地を保持した。数量の面では戦力に歴然とした差があったが、互角以上に戦って守り切ったといえる。

## 中盤戦
序盤では歩兵、砲兵による戦闘が主であったが、中盤になるとアメリカ軍側は戦力を増強、戦車も続々と投入し始める。ただし中盤では日米が互いに部隊整理と戦力増強に努めたため、これといった大きな戦いは少ない。
ここでは中盤戦を12日～18日までとする。

### 4月13日
日本軍は七〇高地奪回のために攻撃を加えるが、アメリカ軍側の反撃に遭い頓挫した。高地奪取の命令を受けた独歩273大隊は、味方の援護射撃のもと12日夕刻から13日深夜にかけて攻撃を開始した。アメリカ軍側は絶え間ない砲撃を受けたことに加え、日本軍側の意図を読み違えて混乱したが、海軍の照明弾や味方の支援砲撃によって日本軍を撃退。このとき両軍はわずか約150メートルまで接近したとされる。
4月14日、4月15日は、戦線には変化が無かったとされる。

### 4月16日
七〇高地をめぐって日米双方が攻防戦を展開。日本軍はアメリカ軍の七〇高地西方への攻撃を撃退するが、夜に入ってから行われた日本軍の独歩第13大隊、独歩第273大隊の攻撃もアメリカ軍の反撃によって大きな損害を出し、失敗する。
4月18日には、アメリカ軍は日本軍側の2個旅団の守備地域の間に割って入り、これを分断した。

## 終盤戦
終盤になると、アメリカ軍側は師団の再編成や攻略に適当と思われる部隊（工兵など）の準備、連隊の配備、歩兵・戦車戦力の増強や作戦変更などを行い、再攻撃に備えた。これに対し日本軍側は、情報網の整理、部隊の配置換え、陣地再構築、兵員増強、武器 弾薬補給などを行い防備を整えた。この両軍の周到な準備によって、嘉数戦の終盤戦は前半戦にはなかった熾烈さを極め、両軍に多くの死傷者を出した。アメリカ軍にとっては日本軍の情報網整理が痛手で、これによる組織的な戦闘によって進路を阻まれ、苦しめられることとなる。大勢が決する23日までの間、嘉数の各戦線では終日熾烈な白兵戦、対戦車戦が繰り広げられ、嘉数戦のほとんどの死傷者、負傷者がこの終盤戦で発生している。アメリカ軍は、戦車に対する日本軍の肉薄攻撃（主に特攻兵による）に苦しめられたという。

### 4月19日
この日は嘉数戦の中で最も激しい戦いである、嘉数の対戦車戦が行われている。
アメリカ軍は嘉数陣地に立てこもる日本軍に強力な支援砲爆撃を加え、その援護のもと、歩兵部隊が7時30分ごろから前進を開始した。アメリカ軍は嘉数の日本軍陣地に肉薄したが、日本軍側の射撃によって前進を阻まれた（8時20分ごろ）。ここでついにアメリカ軍は戦車部隊を投入する（8時30分ごろ）。戦車部隊は嘉数北側陣地の奥深くまで進入したが、日本軍の組織的な攻撃（巧妙に隠されていた速射砲、高射砲、迫撃砲、臼砲、陣中急造爆雷を背負った特攻兵の体当たり）により、投入した戦車30輌のうち22輌（嘉数に攻め入った時、日本軍の対戦車地雷によって3～4輌破壊され、さらにそのあとにも破壊されているため、実質隠されていた砲によって破壊されたのは10数輌と計算される。）を破壊され、撤退した。アメリカ軍側の歩兵は攻撃を戦車部隊に任せて撤退していたため、戦車部隊に適切な援護を与えられず、戦車部隊に被害が急増したと考えられる。結局この日の戦闘はアメリカ軍が完敗し、退却した。これを特に嘉数の対戦車戦とよぶ。
この戦闘については下に詳しく記載する。

### 4月20日
この日を境に、日本軍はアメリカ軍により蹂躙され、次第に追い詰められていく。一連の戦いで戦力を極度に消耗していた嘉数守備隊は陣地守備に徹し、数に勝るアメリカ軍の攻撃に頑強に抵抗した。アメリカ軍第105連隊第1大隊は北西側から進入し、日本軍と激しい白兵戦を展開する。午後4時30分までにアメリカ軍は嘉数にある村落まで攻め入り、日本軍守備隊を陣地東まで押し出した。しかし戦力の引抜きがあって少数が後退、残りの部隊は日本軍陣地へ向けて前進するが、反撃に遭い前進を阻まれた。
この頃にはアメリカ軍と日本軍の間の戦力格差は絶望的なものになってきており、もはや陣地保持はほとんど不可能であった。アメリカ軍は当初日本の3個大隊に3個連隊で攻めかかって苦しめられたが、今や1個大隊だけでも攻撃を進められるようになっていた。
日本軍は西側のほぼ全面から攻撃を受け、これを撃退するも、最終的には後退せざるを得ない状況になった。アメリカ軍側はついに嘉数の陣地を陣地東部を残して占領した。
なおこの日、嘉数の日本軍砲兵部隊が、アメリカ軍の攻撃を受けた西原陣地への支援射撃を行っている。

### 4月21日
嘉数の戦いは、周辺にある村落への争奪戦に移りつつあった。日本軍は陣地保持のために機関銃の据付や兵員の増強を行い、またも激しい戦いが展開され始める。アメリカ軍は日本軍の増強部隊を駆逐し、日本軍を村落の端近くまで押し出した（12時）が、ここで日本軍の猛反撃を受け、27師団から参加した全ての部隊が前進を阻まれる。村落での3時間の激戦の末、アメリカ軍はいったん後退した。同日午後4時ごろ、アメリカ軍は砲撃を加えつつ再び攻撃を開始する。砲撃に耐えていた日本軍は陣地から弾幕を張り、アメリカ軍の前進をまたもや阻止する。結局アメリカ軍第27師団は、予備兵力の全てを使い果たしたため撤退、日本軍は辛うじて嘉数の村落陣地の保持に成功する。
日本軍は米軍の午前、午後の2回にわたる攻撃に対して善戦し、何とか陣地保持に成功するが、前日（20日）から21日の間に行われた戦闘で、独歩第23大隊は戦力の3分の1を失った。同日（22日）日本軍は夜襲を敢行するものの、アメリカ軍の照明弾及び艦砲射撃を受けて攻撃は失敗した。

### 4月22日
この日は散発的な戦いが続いただけであった。アメリカ軍側は嘉数陣地を完全に占領するために部隊の再編成及び作戦変更等などを行った。このときの部隊編成とは、嘉数戦に投入された3個師団から強力な大隊を寄せ集め、さらにこれに戦車、工兵部隊を加えた“特攻隊”の編成であった。この部隊は、俗にブラッドフォード特攻隊と呼ばれている（Bradford Task Force、指揮官であるアメリカ軍第27師団副師団長ブラッドフォード准将から）。

### 4月23日
嘉数陣地は攻撃を受けず、日本軍撤退の絶好のチャンスとなった。すでに戦力は初期の3分の1まで低下し、陣地保持は如何ともし難い状況であったといわれている。第62師団はわずかな部隊を残して嘉数、西原、棚原、157高地の守備隊を前田、仲間へと後退させた。この際、アメリカ軍との間で撤退支援の砲撃戦が起こっている。

### 4月24日
アメリカ軍は嘉数に対し準備砲撃を開始、その後ブラッドフォード特攻隊が嘉数陣地へ突入したが、すでに日本軍守備隊主力は撤退したあとであった。このとき残っていた日本軍残存部隊は激しく抵抗したが、アメリカ軍は2時間の激闘の末、嘉数陣地を完全に占領した（午前中に完全占領した）。
この日、16日間にわたる嘉数の戦いは終わった。

## 嘉数の対戦車戦
嘉数の対戦車戦闘は、アメリカ軍が嘉数からわずか200メートルほどの丘に陣取ったことから始まった。これは強襲部隊であった第105連隊の先導部隊であった。ここを拠点として嘉数陣地へ攻撃をかけようとした矢先、周辺にある日本軍陣地から機関銃、野戦砲などが火を吹き、たちどころに進撃はストップしてしまった。連隊は状況を打開する手を打てず釘付けにされ（反撃することすらままならなかったといわれている）、撤退を開始しようとしたが、そこにアメリカ軍の戦車隊が支援のために到着する（8時30分頃)。戦車は嘉数陣地と西原陣地の間を通り抜け、嘉数を落すべく進撃を開始した。この進撃の際、日本軍の対戦車地雷により3～4両が擱座し、さらに西原陣地の周辺では隠されていた日本軍の速射砲（対戦車砲）の狙い撃ちにより、4両が破壊された（このとき放たれた対戦車砲弾は記録によると16発と言われている。アメリカ軍側は何の反撃も出来なかったとされる。）戦車はペリスコープなどの外部視察装置を備えてはいるが、歩兵と比べて視界が限られている。戦車長が危険を冒して戦車上部のハッチを開けて頭部を出し指揮を執る事例は少なくないが、日本兵はこうした戦車長を集中的に狙撃したため、戦車からの視界がさらに狭くなってしまった。そのために日本軍の速射砲（対戦車砲）でもM4シャーマン戦車を側面や背面から射撃することによって撃破出来たのである。
しかし、破壊を免れた戦車は、10時ごろには嘉数の陣地（村落付近）へ侵入することに成功した。アメリカ軍は日本軍陣地に砲撃を加え多くの陣地を破壊したといわれる。ここで両軍は凄惨な戦闘を経験することとなる。
日本軍は極めて組織的な戦闘を展開し、アメリカ軍戦車に襲いかかった。日本軍村落陣地の中心付近へ進入した戦車隊は前後から攻撃にさらされた。狙撃兵や歩兵がシャーマン戦車のハッチに集中的に狙撃を行ったため、偵察中の戦車長の多数が死傷した。シャーマン戦車はもともと視界が悪いため、この被害によって行動不能となって進撃出来なくなってしまった。さらに、日本軍の特攻兵は陣中で急造した爆雷を抱えて突っ込み、戦車の走行装置を破壊。これがアメリカ軍にとって大打撃となった。動けなくなった戦車に日本兵が群がり、天蓋や操縦席のバイザーブロック（のぞき窓）から手榴弾を投げ込んだり拳銃を乱射したりしたほか、速射砲（対戦車砲）による至近射撃（零距離射撃）も行い、戦車に対し壮絶な近接戦を展開したという。アメリカ軍側もただ手をこまねいて見ていたわけではないが、視界が奪われた上に動きを遮られたため反撃らしい反撃は出来なかったようである。アメリカ軍側の資料には、このとき攻撃を受けた戦車が後方の27師団に対し「ヘルプ！ヘルプ！」の電信を平文で打ち続けたという記録が残っている。
アメリカ軍の歩兵は嘉数陣地によって有効な行動がとれないようになっていたため、歩兵による支援が無かった戦車隊は、13時30分ごろに後退命令によって退却を開始。3時間近くに及ぶ戦闘により戦車14両が破壊され、退却できた戦車は当初の30両のうちわずか8両であった。また、勝ったとはいえ日本軍の損害も大きかった。
なお、西原・嘉数までのアメリカ軍戦車部隊の進撃路の途中には、山なりの横道が多かった。日本軍はそこに多くの対戦車兵器を隠しており、もし戦車部隊が横道に進撃していたならば、この日の戦闘は日本軍側が完敗していただろうとする意見がある。
日本軍が有する対戦車砲の大部分は連合軍が装備する対戦車砲よりも小口径で性能が劣っていた為、通常の戦闘距離でアメリカ軍のM4シャーマン戦車を正面から撃破することは出来なかったが、至近距離ならばなんとか撃破でき、また側面や背面からなら撃破の可能性がさらに上がった。嘉数の対戦車戦闘は地形の利などを生かすパックフロント(対戦車砲列陣地)を形成した対戦車砲が活躍した、数少ない戦闘といえる。
他に硫黄島の戦いにおいても速射砲（対戦車砲）が活躍している。

## 嘉数戦の結果
嘉数戦では日本軍は10倍以上もの敵に対して持ちこたえ、結果的に大きな損害を与えることに成功した。嘉数戦の影響で第32軍の直轄部隊（在：首里）に少なからず被害が出ると予想されていたが、この予想に反して嘉数陣地のみでの防衛戦でアメリカ軍の進撃速度の遅滞に成功し、第32軍の直轄部隊には被害が出なかったことに、日本軍首脳部が驚いたという。この戦いで時間が稼げたため、後方の日本軍部隊は陣地の再構築や情報網整備、武器弾薬の搬入などを行って、より強固な陣地を構築することが出来た。また日本軍は嘉数戦での守備戦闘の経験をこの後も生かし、アメリカ軍をさらに苦しめることとなる。なお後の戦いでも嘉数戦に参加した第62師団の奮戦が目立っている。これに対してアメリカ軍は、嘉数の戦闘（塹壕及び洞窟陣地からの反撃）で懲りたことから、これ以降は火炎放射器を多数投入して洞窟陣地を焼き払うという、いわゆる「馬乗り戦法」を採用する。
嘉数戦では日本軍の戦死傷者は合わせて64,000人に上った。このことから嘉数戦を事実上の決戦地とする意見がある。つまり嘉数戦に負けたことで日本軍の沖縄戦における敗北が決定的になったという意見である。沖縄戦に投入された日本軍の総兵力は約100,000人であるから、その半数あまりが嘉数で損害を受けたことになる、というのがその論拠である。ただし、64,000には軽傷者が含まれているため、実際に戦闘不能となったものは20,000程ではないか、という意見もある。
また嘉数を決戦地とする意見のほかには
- シュガーローフの戦いが敗北を決定的にしたとする意見。
- 西原の戦いが敗北を決定的にしたとする意見。
- 首里撤退が敗北を決定的にしたとする意見

などが存在する。
戦後70年以上も経っていることからどれが事実上の決戦地であるかを確定することは難しくなっている。ましてや決戦地の説は当時の日米両軍の作戦計画にあったものではなく、現在から戦史を振り返った時に出たものであるから、決定的な結論は今後も出ないと思われる。

### 嘉数戦の現在
嘉数戦は現在も少なからず議論の的となることがある（沖縄戦は沖縄戦というひとつの戦いにまとめられることが多いが、特に戦闘の激しかった地域については個々の戦闘に名前が付けられ、議論の対象となることがある。嘉数戦はそのひとつ)。議論の的になるのは嘉数の対戦車戦闘や嘉数の戦い決戦説などである。
これは嘉数戦が圧倒的不利な状況のもと、日本軍が有利に戦いを進めた戦いのひとつであり、そのことが軍事マニアやファン、また兵器マニア、歴史家、軍事評論家などを魅了する一因となっているのであろう。

## 現在の嘉数高地
現在は、嘉数高台公園（北緯26度15分31秒 東経127度44分13秒 / 北緯26.25861度 東経127.73694度座標: 北緯26度15分31秒 東経127度44分13秒 / 北緯26.25861度 東経127.73694度）となっている。
- 嘉数に投入された第62師団独立混成旅団には京都出身兵が多く（約3500名）、そのほとんどが故郷を見ずに嘉数にて戦死しているため、“京都の塔”が建てられている。この塔の建設には当時は京都府園部町長で京都府町村会会長であった野中広務が尽力し、実際に訪れた。嘉数高地を訪れた野中は戦争反対・平和への想いを強くしたという。なお、京都府出身の兵の次に多かったのが福井県の兵であり、約1100名。福井兵の多くは後退したが、摩文仁にて京都兵と同じく故郷を見ずに最後を迎えた。そのため、京都の塔とは違って“福井の塔”は摩文仁に所在している。62師団の8個大隊のうち、5個が福井県の敦賀市で編成され、残り3つが京都府にて編成されていた。その編成地のため募兵が両県地域に掛けられ京都兵と福井兵が多くいた。
- 朝鮮半島出身者を祀った“青丘之塔”がある。
- 嘉数戦で使用されたトーチカが保存されており、小銃弾のみで破壊されたトーチカが、往時の戦いの激しさを物語っている。
- 公園にある3階建ての展望台から米軍普天間飛行場が遠望できる。

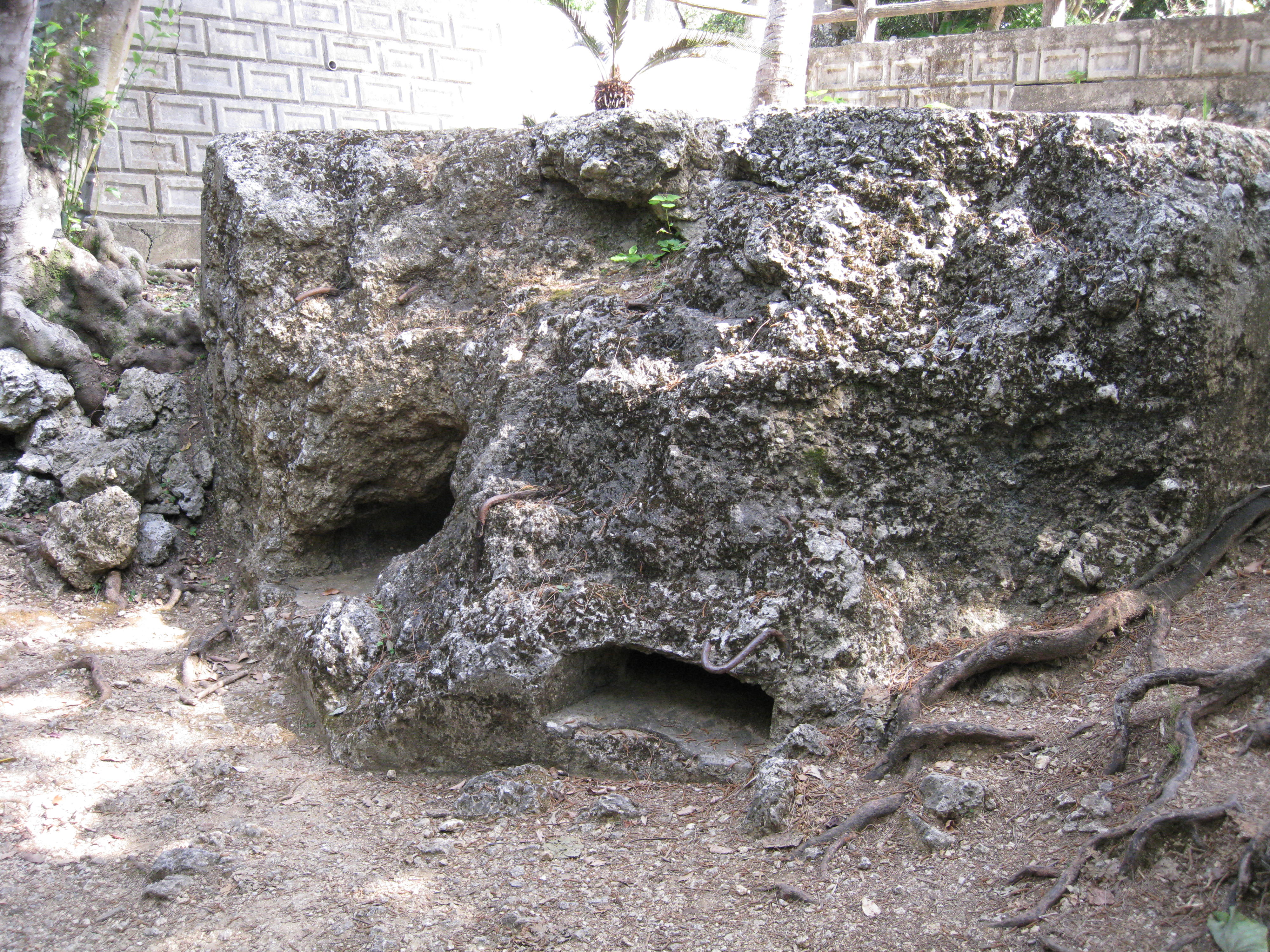
嘉数高台公園に残る小銃弾のみで破壊されたトーチカ
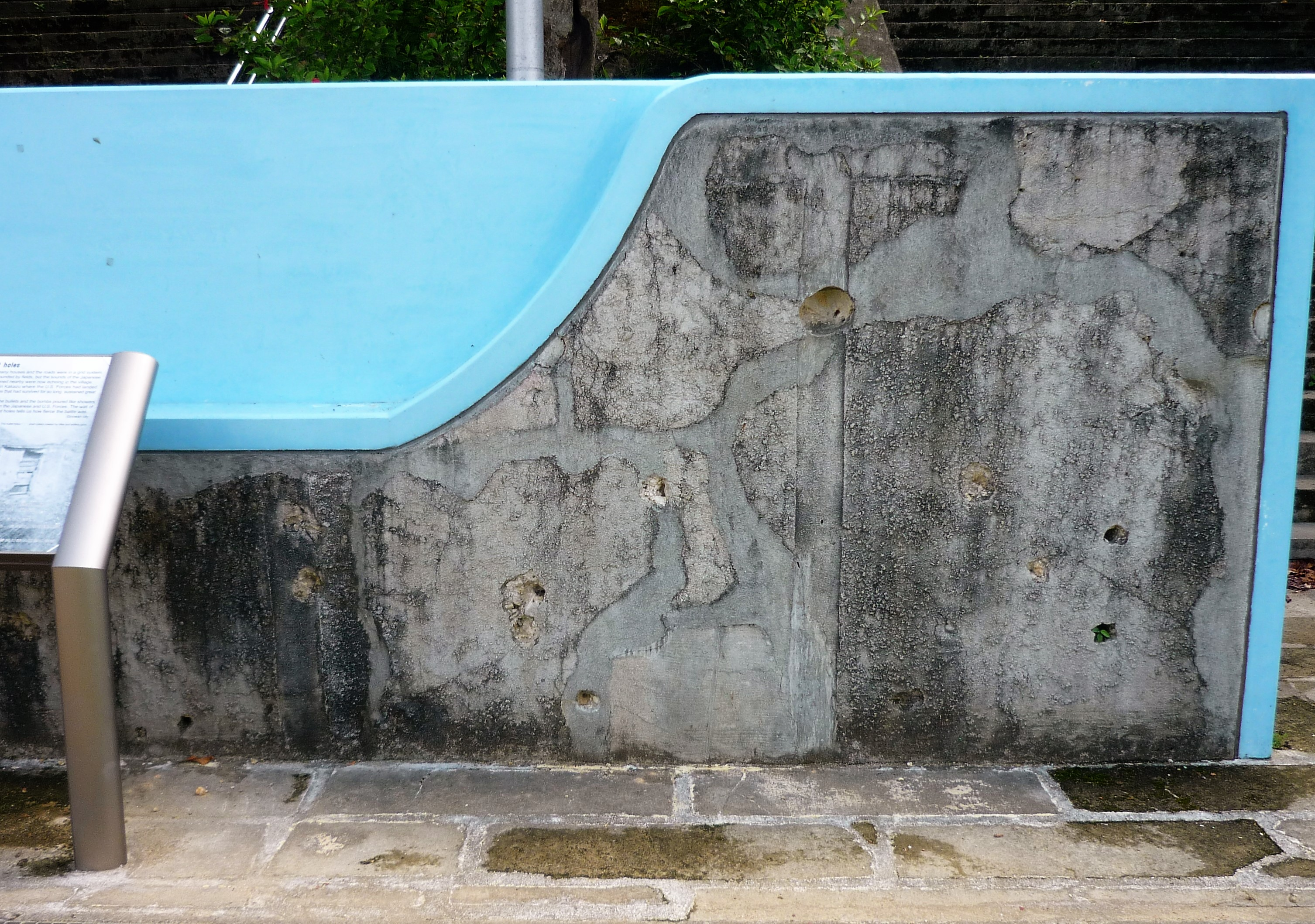
嘉数高台公園の弾痕の塀（嘉数地区の民家に残されていたものを移設）
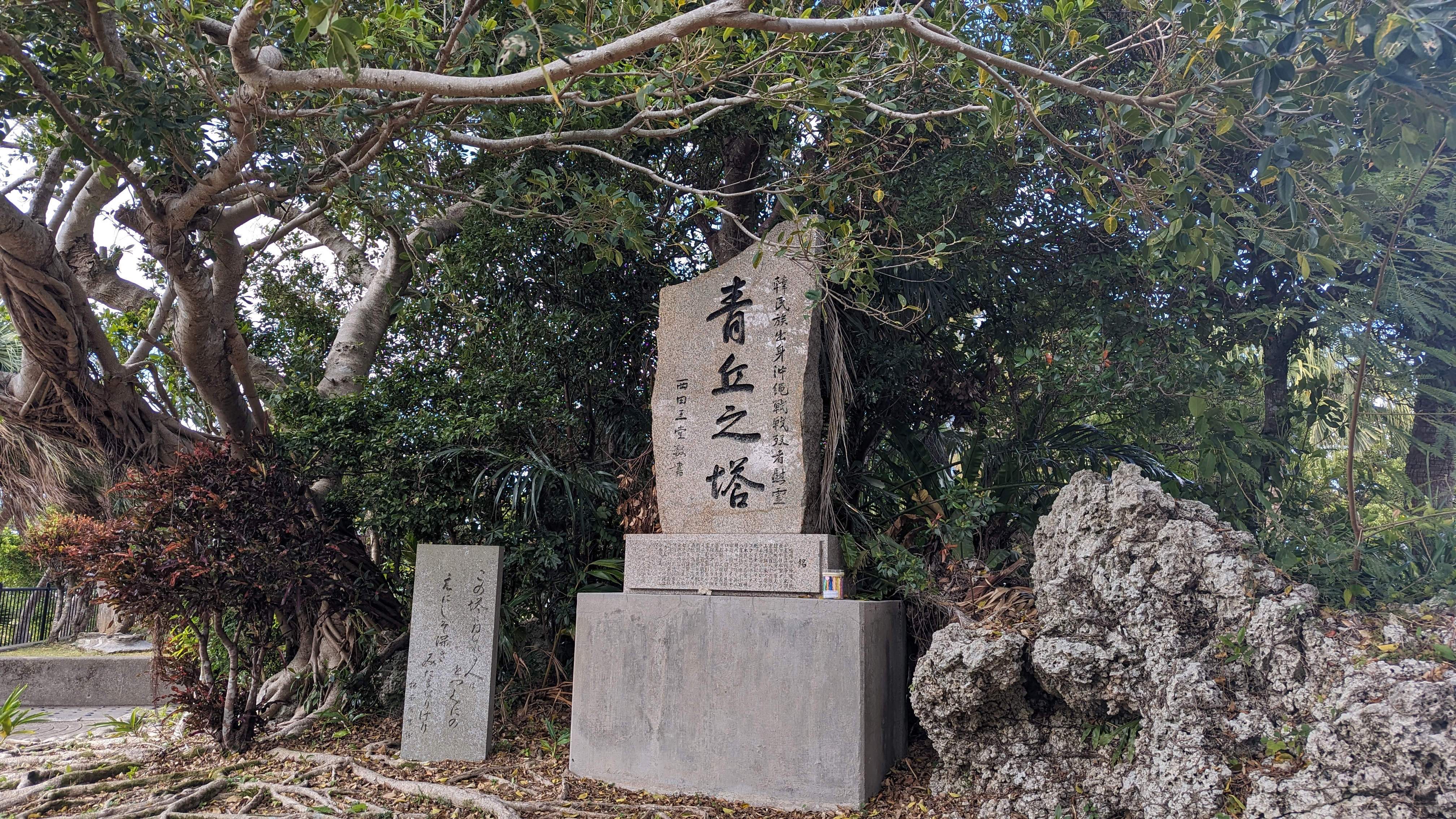
朝鮮半島出身の沖縄戦戦没者を慰霊する青丘之塔
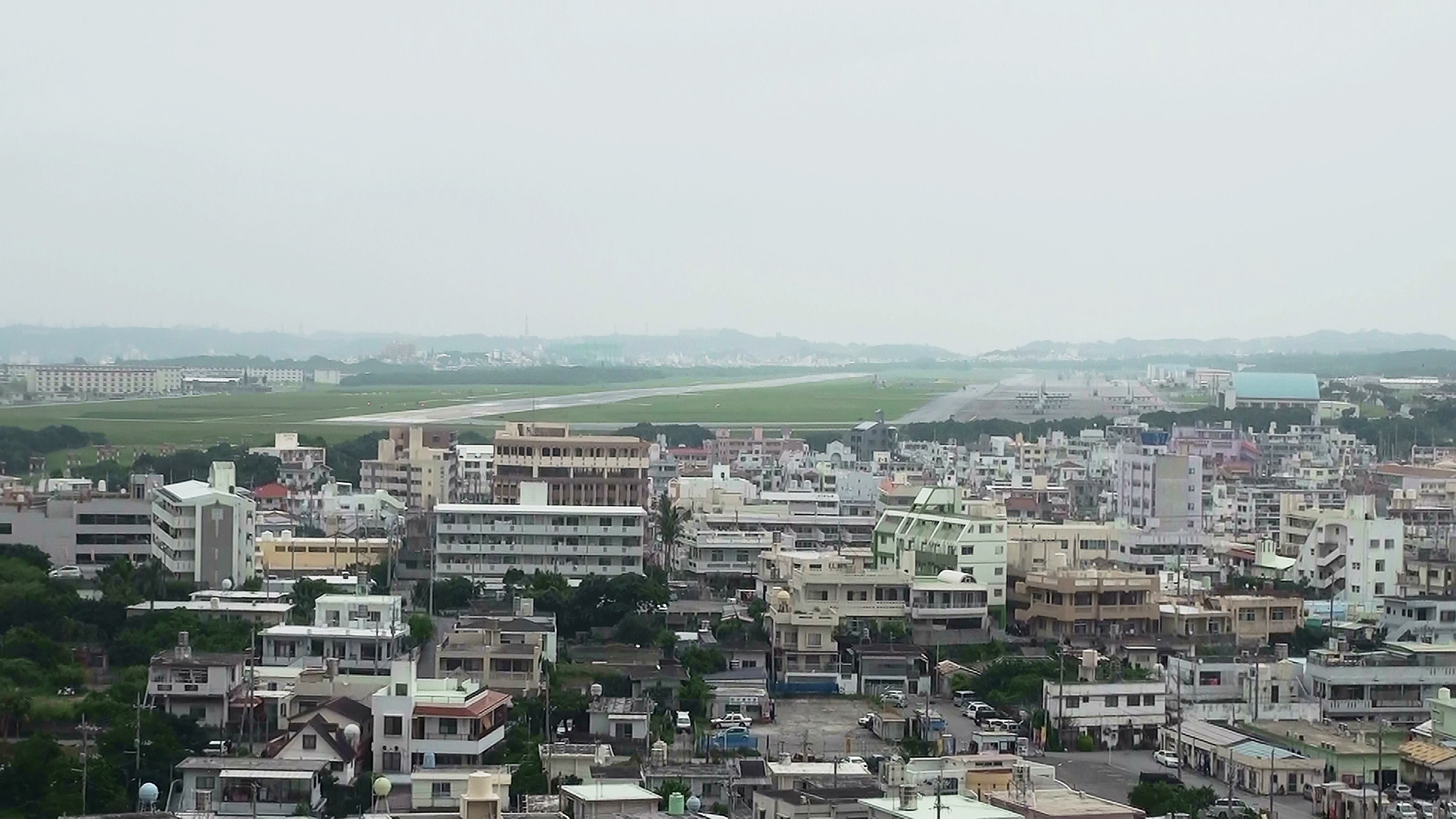
嘉数高台公園の丘から普天間飛行場を望む

## 両軍の損害
- 日本軍：64,000人（48,000とも）
- アメリカ軍：24,000人（12,000とも）

いずれも戦死傷者。ただし諸説あり（嘉数戦のみの統計がほとんど無いため）。